# Wojciech Cieślak (prawnik)
Wojciech Krzysztof Cieślak (ur. 22 kwietnia 1962 w Krakowie) – polski prawnik, profesor nauk prawnych, specjalista w zakresie prawa karnego, profesor zwyczajny, profesor Uniwersytetu Warmińsko-Mazurskiego, prokurator w latach 1991–1997.

## Życiorys
Pochodzi z rodziny o tradycjach prawniczych, jego ojcem jest profesor Marian Cieślak. Studia na Uniwersytecie Gdańskim ukończył w 1987, promotorem pracy magisterskiej był Henryk Popławski. W 1990 roku zakończył aplikację prokuratorską, rozpoczął wtedy pracę asystenta w Zespołowej Katedrze Prawa i Postępowania Karnego UG.
W 1999 roku obronił pracę doktorską pt. Wymuszenie rozbójnicze (art. 211 d.k.k. – art. 282 k.k.) w polskim prawie karnym, której promotorką była Oktawia Górniok. Habilitację uzyskał w 2006, a rok później objął stanowisko profesora nadzwyczajnego. W latach 2009–2014 kierował Katedrą Prawa Karnego Procesowego i Kryminalistyki. W 2014 przeszedł do pracy na Wydziale Prawa i Administracji Uniwersytetu Warmińsko-Mazurskiego, gdzie kieruje Katedrą Prawa Karnego Materialnego.
Od 2011 roku należy do Rady Naukowej Ośrodka Badawczego Adwokatury oraz do Sądu Arbitrażowego przy Izbie Gospodarczej Gazownictwa w Warszawie. Jest członkiem Międzynarodowego Stowarzyszenia Prawa Karnego (Association Internationale de Droit Pénal). Współautor Systemu Informacji Prawnej LEX.
Prowadzi kancelarię adwokacką, uhonorowaną przez dziennik „Rzeczpospolita” tytułem Lidera Usług Prawnych. Był obrońcą w procesach Doroty Nieznalskiej (sprawa Pasji) i Andrzeja Gołoty.
W 2021 roku uzyskał postanowieniem Prezydenta RP tytuł profesora zwyczajnego nauk prawnych.

## Wybrane publikacje
- Wymuszenie rozbójnicze, Zakamycze 2000
- Bez zgody na przemoc w domu i w pracy (wspólne z Krystyną Kmiecik–Baran), Gdańsk 2001
- Nawiązka w polskim prawie karnym, Wydawnictwo Uniwersytetu Gdańskiego, Gdańsk 2006
- Prawo karne. Zarys instytucji i naczelne zasady, Warszawa 2010
- § 20 „Nawiązka” oraz § 21 „Świadczenie pieniężne” (w:) System prawa karnego, t. 6, Kary i środki karne. Poddanie sprawcy próbie, pod red. M. Melezini, Warszawa 2010